# Federal Aviation Administration
Federal Aviation Administration (zkratka FAA; česky přibližně: Federální letecká správa) je agentura ministerstva dopravy Spojených států amerických v úloze státního leteckého úřadu s pravomocí regulovat a dohlížet na všechny aspekty civilní letecké dopravy nad územím USA (National Airworthiness Authority). FAA byla vytvořena zákonem Federal Aviation Act z roku 1958 (první snahy regulace letecké dopravy na území USA pocházejí už z 20. let ze zákona Air Commerce Act of May 20, 1926). Agentura se původně jmenovala Federal Aviation Agency – své současné jméno získala v roce 1966, kdy současně přešla pod ministerstvo dopravy.

## Hlavní úloha FAA

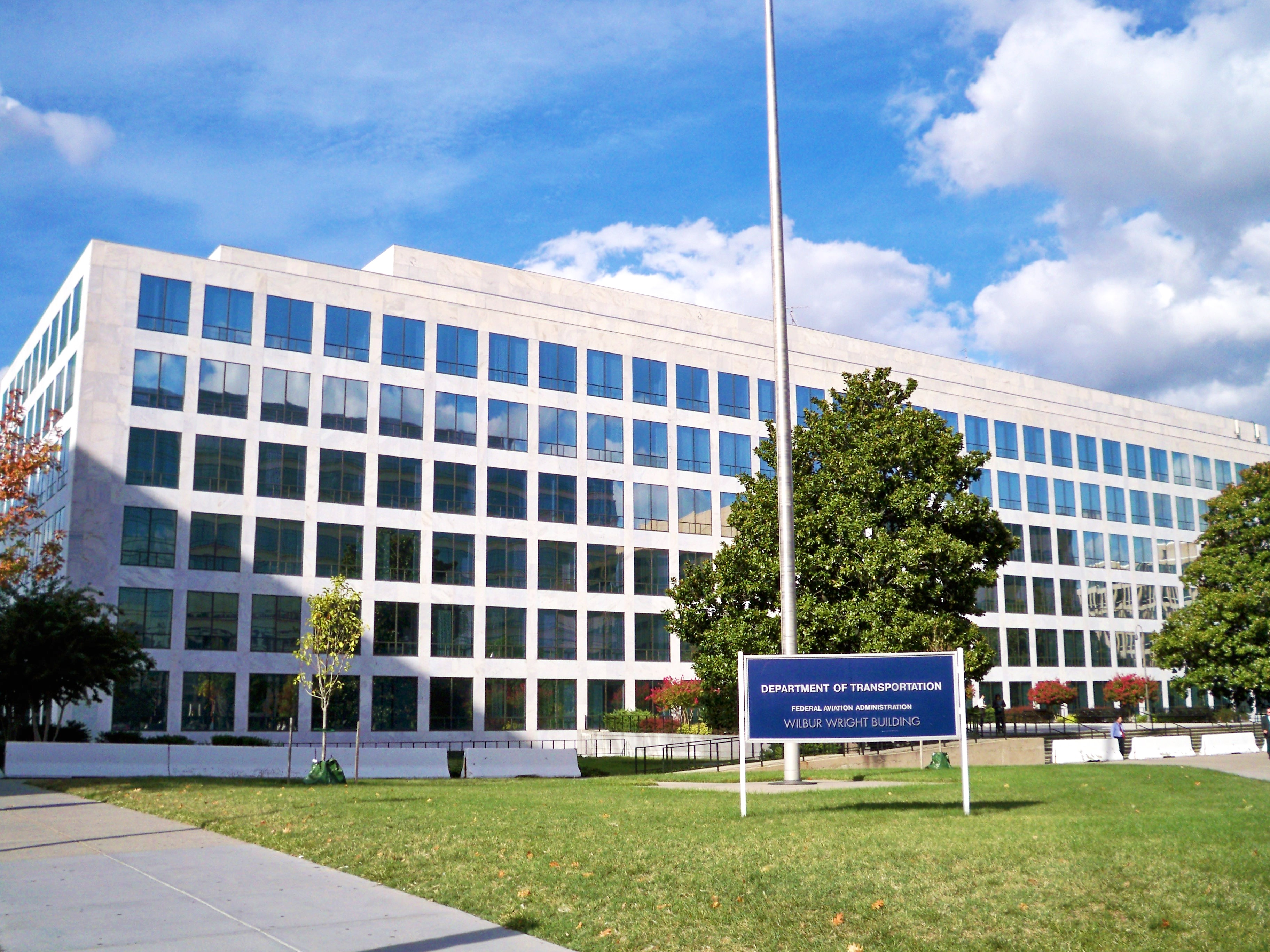
Ústředí FAA, Washington, D.C.

- regulace dopravy ve vzdušném prostoru USA pro komerční lety
- regulace „geometrii“ zařízení pro vzdušnou navigaci a standardy leteckých inspekcí
- podpora a vývoj civilní vzdušné dopravy, včetně technologií
- vydávání, pozdržení nebo obnovení pilotních certifikátů
- regulace civilní letecké dopravy k podpoře bezpečnosti, zejména skrze místní úřady (Flight Standards District Offices)
- vývoj a vedení systému kontroly vzdušné dopravy a navigace pro jak civilní tak vojenskou vzdušnou techniku
- výzkum a vývoj v oblasti civilní aeronautiky a tzv. National Airspace System
- (od r. 1979): vývoj a vykonávání programů pro ovládání hluku z letadel a dalších efektů civilní letecké dopravy na životní prostředí

## Regionální střediska
Z provozního úhlu pohledu je FAA rozdělena do devíti regionů a ústředí ve Washingtonu a středisku Mikea Moroneyho v Oklahoma City. Regiony FAA jsou následující:
| Název regionu      | Středisko                 |
| ------------------ | ------------------------- |
| Alaskan            | Anchorage, Aljaška        |
| Northwest Mountain | Renton, stát Washington   |
| Western Pacific    | Hawthorne, Kalifornie     |
| Southwest          | Fort Worth, Texas         |
| Central            | Kansas City, Missouri     |
| Great Lakes        | Chicago, Illinois         |
| Southern           | Atlanta, Georgie          |
| Eastern            | Jamaica, stát New York    |
| New England        | Burlington, Massachusetts |